# كارلوس روتشا
كارلوس روتشا هو لاعب كرة قدم برتغالي في مركز الهجوم، ولد في 4 ديسمبر 1974 في لشبونة في البرتغال.

## وصلات خارجية
- كارلوس روتشا على موقع الدوري الأمريكي (الإنجليزية)
- كارلوس روتشا على موقع قاعدة بيانات كرة القدم.إي يو (الإنجليزية)